# Cultura lusaciana

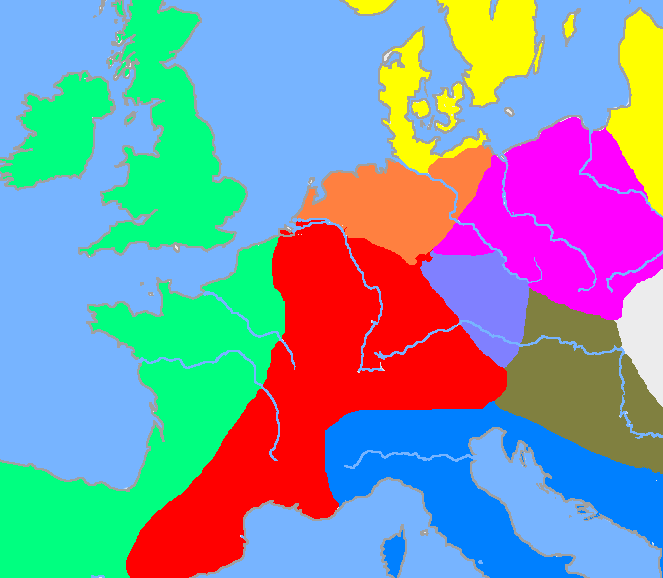
Mapa simplificat de les cultures d'Europa Central entorn de l'any 1200 aC. L'àrea en fúcsia correspon és la cultura lusaciana; l'àrea blava central és la cultura Knoviz; el color vermell correspon a la cultura dels camps d'urnes central, i el taronja a la cultura dels camps d'urnes nord. L'àrea marró és la cultura danubiana, la blava les cultures terramares i la verda correspon a l'edat del bronze d'Europa Occidental. L'àrea groga pertany a l'edat del bronze nòrdica.

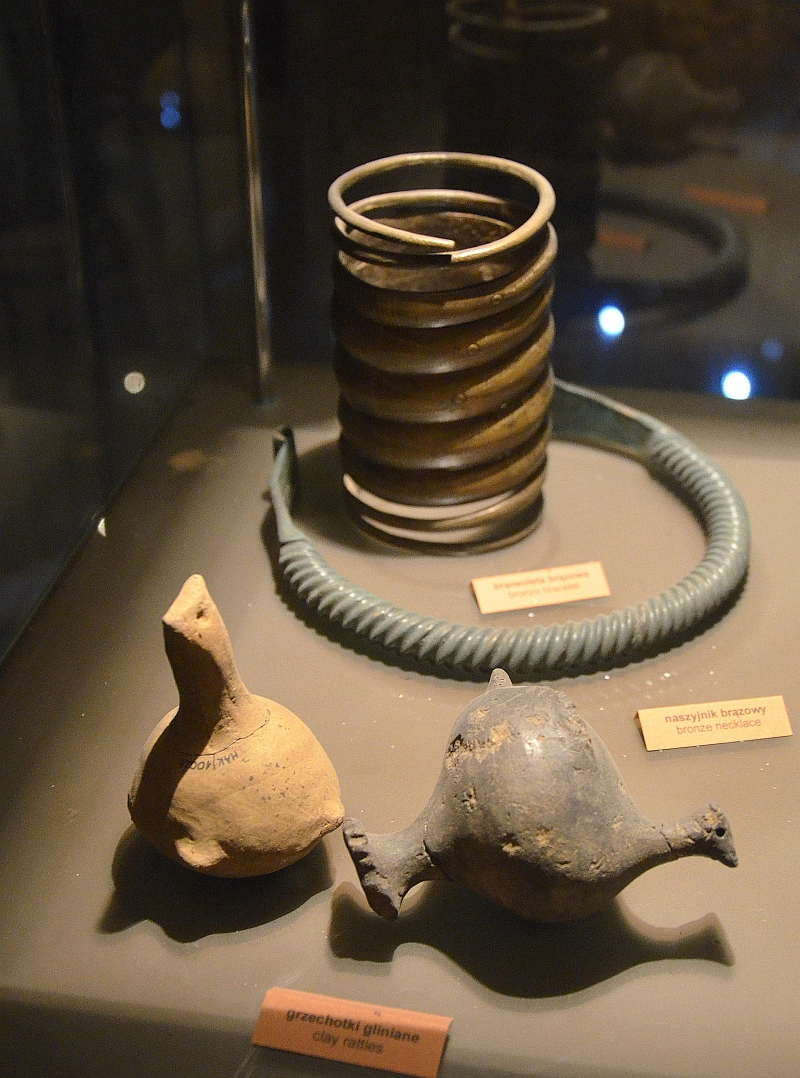
Objectes funeraris Cultura lusaciana.

La cultura lusaciana pertany a l'Edat del bronze tardana i principis de l'edat del ferro (1300-500 aC.). S'estén per l'est d'Alemanya, la major part de Polònia, parts de la República Txeca, Eslovàquia i parts d'Ucraïna. Abasta els períodes Montelius III (cultura lusaciana primerenca) al V de la cronologia nord europea.

## Història
La cultura lusaciana és hereva de la cultura Trzciniec juntament amb algunes influències de la cultura dels túmuls de l'edat del bronze. És contemporània amb la cultura dels camps d'urnes i amb l'edat del bronze nòrdica. En l'est la succeeix la cultura Billendorf a principis de l'Edat de ferro. A Polònia roman durant part de l'Edat de ferro i la succeeix la cultura pomerania en el nord al voltant de la desembocadura del riu Vístula.
Va estar en contacte amb les cultures de l'edat del bronze nòrdica. La influència escandinava en el nord de Polònia i Pomerània durant aquest període és considerable, per aquest motiu s'inclou a vegades en l'Edat del bronze nòrdica.
El ritu funerari més comú és la cremació, les inhumacions són escasses. L'urna es troba acompanyada de nombrosos atuells, fins a 40. Són escasses les tombes amb objectes de metall, però s'han trobat tombes amb grans tresors de bronze i or com a Kopaniewo (Pomerània) o Eberswalde (Brandenburg). S'han trobat tombes com la de Bataune a Saxònia amb motlles que testifiquen la producció d'eines i armes de bronze en el poblat. La tomba 'real' de Seddin (Brandenburg), coberta per un gran túmul conté nombrosos atuells de bronze i comptes de cristall importades del Mediterrani. Els cementiris poden ser bastant grans i tenir milers de tombes.
Biskupin a Polònia i Buch en les rodalies de Berlín són famosos poblats pertanyents a aquesta cultura. Tots dos són poblats fortificats construïts en cims o en zones pantanoses. Els murs estan fabricats amb caixes de fusta farcides de terra o pedres.
L'economia principalment era basada en l'agricultura, com ho testifiquen els nombrosos fossats trobats. El blat i l'ordi són els cultius principals, a més es conreava mill, sègol, civada, pèsols, mongetes, llenties. També s'han trobat restes de lli, pomes conreades, peres i prunes. Els animals domèstics més importants ho formaven el bestiar boví i porcí, seguits de les ovelles, oques, cavalls i gossos. Dibuixos trobats en urnes de Silesia pertanyents de l'edat del ferro indiquen la muntura de cavalls que també eran usats per al tir de carros.
Practicaven la caça però aquesta no aportava una gran quantitat de la carn consumida. Es troben ossos de cérvol, senglar, bisonte, alci, llebre, guineu i llop. A Biskupin el consum de cuixes de granota pot haver estat habitual, doncs s'han trobat grans quantitats d'ossos de granota.
Alguns arqueólegs consideren que els tresors trobats en algunes zones pantanoses són ofrenes als déus. S'han trobat ossos humans en fossats de 5 m de profunditat aLossow (Brandenburg), pot indicar l'existència de sacrificis humans i possible canibalisme.

## Història de les recerques
Rudolf Virchow (1821-1902), patòleg i arqueòleg alemany és el primer a descriure els enterraments del tipus 'Lausitz'. Aquest nom fa referència a la regió de Lusàcia, situada a l'est d'Alemanya i Polònia. El arqueóleg va identificar la ceràmica com pre-germana però va refusar a especular sobre l'etnicitat de la identitat dels seus fabricants.
Nombrosos autors txecs (Píč, Niederle, Červinka) i polonesos (Majewski, Józef Kostrzewski, Kozłowski) sostenen que els lusacians són proto-eslaus, mentre que el arqueóleg alemany A. Götze opina que són tracis, i Gustaf Kossinna com carps.